# شهرستان پایک (آرکانزاس)
شهرستان پایک، آرکانزاس (به انگلیسی: Pike County, Arkansas) یک شهرستان در ایالات متحده آمریکا است که در آرکانزاس واقع شده‌است.

## خصوصیات
شهرستان پایک ۱٬۵۹۰٫۲۶ کیلومترمربع مساحت دارد.